# Johann Nepomuk Locherer
Johann Nepomuk Locherer (* 21. August 1773 in Freiburg im Breisgau; † 26. Februar 1837 in Gießen) war ein römisch-katholischer Geistlicher, Theologe und Hochschullehrer.

## Leben
Locherer studierte ab 1790 katholische Theologie an der Universität Freiburg im Breisgau und besuchte das Priesterseminar in Meersburg. Am 2. Juli 1798 erfolgte die Priesterweihe, dann hatte er ab 1799 eine Stellung als Priester in Wendelsheim, ab 1800 in Seebronn und ab 1805 in Jechtingen. 1830 wurde er von der Universität Tübingen zum Dr. theol. promoviert. Seine von Bistumsverweser Ignaz Heinrich von Wessenberg unterstützen Bemühungen um einen Lehrstuhl in Freiburg scheiterten.
Locherer erhielt auf Vorschlag vom Mainzer Bischof Joseph Vitus Burg 1830 einen Ruf als ordentlicher Professor an die neu errichtete katholisch-theologische Fakultät der Universität Gießen. Sein Wirken sollte der Versöhnung unter den Konfessionen dienen und wurde von strengeren Kirchenkreisen abgelehnt.

## Publikationen (Auswahl)
- Homilien über die sonn- und festtäglichen Evangelien des katholischen Kirchenjahres, 2 Bände, Augsburg 1811.
- Geschichte der christlichen Religion und Kirche, 9 Bände, Ravensburg 1824–1934.
- Lehrbuch der christlich-kirchlichen Archäologie, Frankfurt a. M. 1832.
- Lehrbuch der Patrologie, für akademische Vorlesungen bestimmt, Florian Kupferberg, Mainz 1837. Digitale Bibliothek Elbing